# Che Chung-mej
Che Chung-mej (čínsky pchin-jinem Hé Hóngméi, znaky 何红梅; * 6. prosince 1983 Šao-jang) je bývalá čínská zápasnice – judistka.

## Sportovní kariéra
S judem začínala v Šao-jangu ve 14 letech. Připravovala se pod vedením trenéra Fu Kuo-i. V čínské ženské reprezentaci se pohybovala od roku 2003 v pololehké váze do 52 kg. Kvůli vysoké konkurenci v této váze se v reprezentaci prosadila až po roce 2008. V roce 2012 se kvalifikovala na olympijské hry v Londýně, kde nestačila v úvodním kole na Priscillu Gnetovou z Francie.

### Vítězství
- 2007 – 1x světový pohár (Hamburk)
- 2010 – 1x světový pohár (Čching-tao)
- 2011 – 1x světový pohár (Praha)
- 2012 – 1x světový pohár (Sofie)

## Výsledky
| Turnaj            | 2009           | 2010           | 2011           | 2012           |                |                |
| Turnaj            | 26             | 27             | 28             | 29             |                |                |
| Turnaj            | pololehká váha | pololehká váha | pololehká váha | pololehká váha | pololehká váha | pololehká váha |
| ----------------- | -------------- | -------------- | -------------- | -------------- | -------------- | -------------- |
| Olympijské hry    |                |                |                | úč.            |                |                |
| Mistrovství světa | 5.             | —              | úč.            |                |                |                |
| Asijské hry       |                | 3.             |                |                |                |                |
| Mistrovství Asie  | 1.             |                | —              | 3.             |                |                |